# George A. Cooper
George Alphonsus Cooper (Leeds, 1925. március 7. – Petersfield, 2018. november 16.) angol színész.

## Fontosabb filmjei
- Men of Two Worlds (1946)
- Okinawa (1952)
- Passing Stranger (1954)
- Jumping for Joy (1956)
- Sailor Beware! (1956)
- The Secret Place (1957)
- Miracle in Soho (1957)
- Violent Playground (1958)
- Emlékezetes éjszaka (A Night to Remember) (1958)
- Friends and Neighbours (1959)
- Hell Is a City (1960)
- Follow That Horse! (1960)
- The Brain (1962)
- Vadul vagy engedékenyen (The Wild and the Willing) (1962)
- A betörő (The Cracksman) (1963)
- Tom Jones (1963)
- Nightmare (1964)
- The Bargee (1964)
- Ferry Cross the Mersey (1964)
- Life at the Top (1965)
- Smashing Time (1967)
- The Strange Affair (1968)
- Dracula feltámadt sírjából (Dracula Has Risen from the Grave) (1968)
- Csináljátok, de nélkülem (Start the Revolution Without Me) (1970)
- A gátlástalanság lovagja (The Rise and Rise of Michael Rimmer) (1970)
- What Became of Jack and Jill? (1972)
- Bless This House (1972)
- The Black Windmill (1974)
- Dick Deadeye, or Duty Done (1975, hang)
- Trial by Combat (1976)
- A törvény ökle (The Star Chamber) (1983)